# Buzzov-en
Buzzov-en (Buzzoven, Buzzov*en, Buzzov.en) — музыкальный коллектив, игравший в стиле сладж-метал, из Северной Каролины, США. Группа образована в 1989 году бывшим участником коллектива Sewer Puppets, гитаристом/вокалистом Кирком Фишером («Reverend Dirtkicker»). Buzzov-en считаются одними из основоположников сладж-метала (после Eyehategod) и широко известны своими сумасшедшими выступлениями. В начале своего существования группа давала большое количество концертов в США и, к 1993 году выпустила свой первый полнометражный альбом To a Frown, чем привлекла внимание лейбла Roadrunner Records, который и выпустил их следующий альбом Sore в 1994. Однако это был единственный выпущенный альбом группы Buzzov-en на этом лейбле — контракт был разорван. После этого группа претерпела множество изменений в составе (единственным постоянным членом группы был её основатель Кирк Фишер), группа несколько раз распадалась, затем снова продолжала деятельность.

## Дискография
| Дата релиза                                   | Название                                              | Лейбл                               | Тип               |
| 1991                                          | Buttrash                                              |                                     | демо              |
| 1992                                          | Hate Box                                              | Kirbdog                             | мини-альбом       |
| 1992                                          | Wound                                                 | Allied Recordings                   | EP                |
| 1993                                          | To a Frown                                            | Allied Recordings                   | полноформатный    |
| 1994                                          | Sore                                                  | Roadrunner Records                  | полноформатный    |
| 1994                                          | Unwilling to Explain                                  | Allied Recordings                   | мини-альбом       |
| 1994                                          | Paintime Grit                                         |                                     | демо              |
| 1994                                          | Untitled split with God and Texas                     | Kustom Kitchen Records              | сплит-мини-альбом |
| 1996                                          | Another Day in the Lost Lives Of… split with Sourvein | Mudflap Records                     | сплит-мини-альбом |
| 1997                                          | The Gospel According… II                              | Allied Recordings                   | мини-альбом       |
| 1997                                          | «Useless»                                             | Reptillian Records                  | сингл             |
| 1998                                          | ...At a Loss                                          | Off The Records                     | полноформатный    |
| recorded in 2001, officially released in 2011 | Revelation: Sick Again                                | Hydra Head Records, Relapse records | полноформатный    |
| 2005                                          | Welcome to Violence                                   | Alternative Tentacles               | сборник           |

## Состав
- Kirk Fisher («Reverend Dirtkicker») — вокал, гитара
- «Dixie» Dave Collins — бас гитара, вокал
- Ramsey («Simple Man») — ударные

### Бывшие участники
- Scott Majors — ударные
- Ashley Williamson — ударные
- Brian Hill — бас-гитара
- Buddy Apostolis — гитара